# Zito
José Ely de Miranda, conocido como Zito (Roseira, São Paulo, 8 de agosto de 1932-Santos, 14 de junio de 2015) fue un futbolista brasileño campeón del mundo con la selección brasileña en Suecia 1958 y en Chile 1962. Fue compañero en el verdadero scratch de oro bicampeón mundial con Pelé, Didí, Garrincha, Mário Zagallo, Amarildo, Vavá, entre otros. Es el descubridor de Robinho y de Neymar las dos últimas joyas del fútbol brasileño, cuando empezaban a jugar en las fuerzas juveniles del Santos y mostrando la calidad que ambos tienen.
Inició su carrera deportiva en el Esporte Clube Taubaté, actuando en la posición de volante. En 1952 fue contratado por el Santos donde permaneció durante el resto de su carrera hasta 1967, jugando 733 partidos y marcando 57 goles, siendo uno de los jugadores que más partidos ha disputado con este club.

## Carrera

### Época de gloria con el Santos
Este talentoso volante también formó parte de la época gloriosa del Santos, donde coincidió igualmente con Pelé y se unió a figuras como Pagao, Pepe o Coutinho. Con aquel 'Peixe' legendario conquistó tanto las Copas Libertadores de América de 1962 y 1963, como los trofeos intercontinentales de esos años.

### Selección brasileña
Empezó a jugar con la selección brasileña en 1956, ganando dos copas del Mundo en Suecia (1958) y en Chile (1962). En 1958, comenzó el campeonato como reserva, pero a partir del partido con la Unión Soviética se convirtió en titular. En el mundial de 1962 marcó uno de los tres goles de la final contra la selección checoslavaca.

## Fallecimiento
Falleció el 14 de junio de 2015 a los 82 años de edad, en el municipio de Santos, por complicaciones de una enfermedad vascular cerebral.

## Palmarés

### Torneos regionales
| Título               | Equipo      | Estado/s                   | Año  |
| -------------------- | ----------- | -------------------------- | ---- |
| Campeonato Paulista  | Santos F.C. | São Paulo                  | 1955 |
| Campeonato Paulista  | Santos F.C. | São Paulo                  | 1956 |
| Campeonato Paulista  | Santos F.C. | São Paulo                  | 1958 |
| Torneo Río-São Paulo | Santos F.C. | Río de Janeiro - São Paulo | 1959 |
| Campeonato Paulista  | Santos F.C. | São Paulo                  | 1960 |
| Campeonato Paulista  | Santos F.C. | São Paulo                  | 1961 |
| Campeonato Paulista  | Santos F.C. | São Paulo                  | 1962 |
| Torneo Río-São Paulo | Santos F.C. | Río de Janeiro - São Paulo | 1963 |
| Campeonato Paulista  | Santos F.C. | São Paulo                  | 1964 |
| Torneo Río-São Paulo | Santos F.C. | Río de Janeiro - São Paulo | 1964 |
| Campeonato Paulista  | Santos F.C. | São Paulo                  | 1965 |
| Torneo Río-São Paulo | Santos F.C. | Río de Janeiro - São Paulo | 1966 |
| Campeonato Paulista  | Santos F.C. | São Paulo                  | 1967 |

### Torneos nacionales
| Título      | Equipo      | País   | Año  |
| ----------- | ----------- | ------ | ---- |
| Taça Brasil | Santos F.C. | Brasil | 1961 |
| Taça Brasil | Santos F.C. | Brasil | 1962 |
| Taça Brasil | Santos F.C. | Brasil | 1963 |
| Taça Brasil | Santos F.C. | Brasil | 1964 |
| Taça Brasil | Santos F.C. | Brasil | 1965 |

### Torneos internacionales
| Título                       | Equipo              | Sede           | Año  |
| ---------------------------- | ------------------- | -------------- | ---- |
| Copa Mundial de Fútbol       | Selección de Brasil | Suecia         | 1958 |
| Copa Mundial de Fútbol       | Selección de Brasil | Chile          | 1962 |
| Copa de Campeones de América | Santos F.C.         | Buenos Aires   | 1962 |
| Copa Intercontinental        | Santos F.C.         | Lisboa         | 1962 |
| Copa de Campeones de América | Santos F.C.         | Buenos Aires   | 1963 |
| Copa Intercontinental        | Santos F.C.         | Río de Janeiro | 1963 |